# Beste Schwestern
Beste Schwestern ist eine deutsche Sitcom, die vom 18. Januar 2018 bis zum 7. März 2019 von RTL erstausgestrahlt wurde. Sie handelt von einer alleinerziehenden Mutter, bei der plötzlich die jüngere Schwester einzieht. Die Probleme im Alltag müssen nun zu dritt bewältigt werden.

## Handlung
Die alleinerziehende Tierpflegerin Eva Gumpert wird von ihrer jüngeren Schwester Toni überrascht, die zuvor einige Zeit auf Ibiza lebte und nun bei Eva einzieht. Während Eva organisiert ist und feste Strukturen in ihrem Leben hat, ist Toni chaotisch und arbeitslos und für Evas Tochter Marie ein eher schlechtes Vorbild.
Da Eva und Toni durch ihre unterschiedlichen Lebensvorstellungen immer wieder Probleme im Alltag bekommen, hilft ihnen gelegentlich ihre Mama Gabriele.

## Besetzung

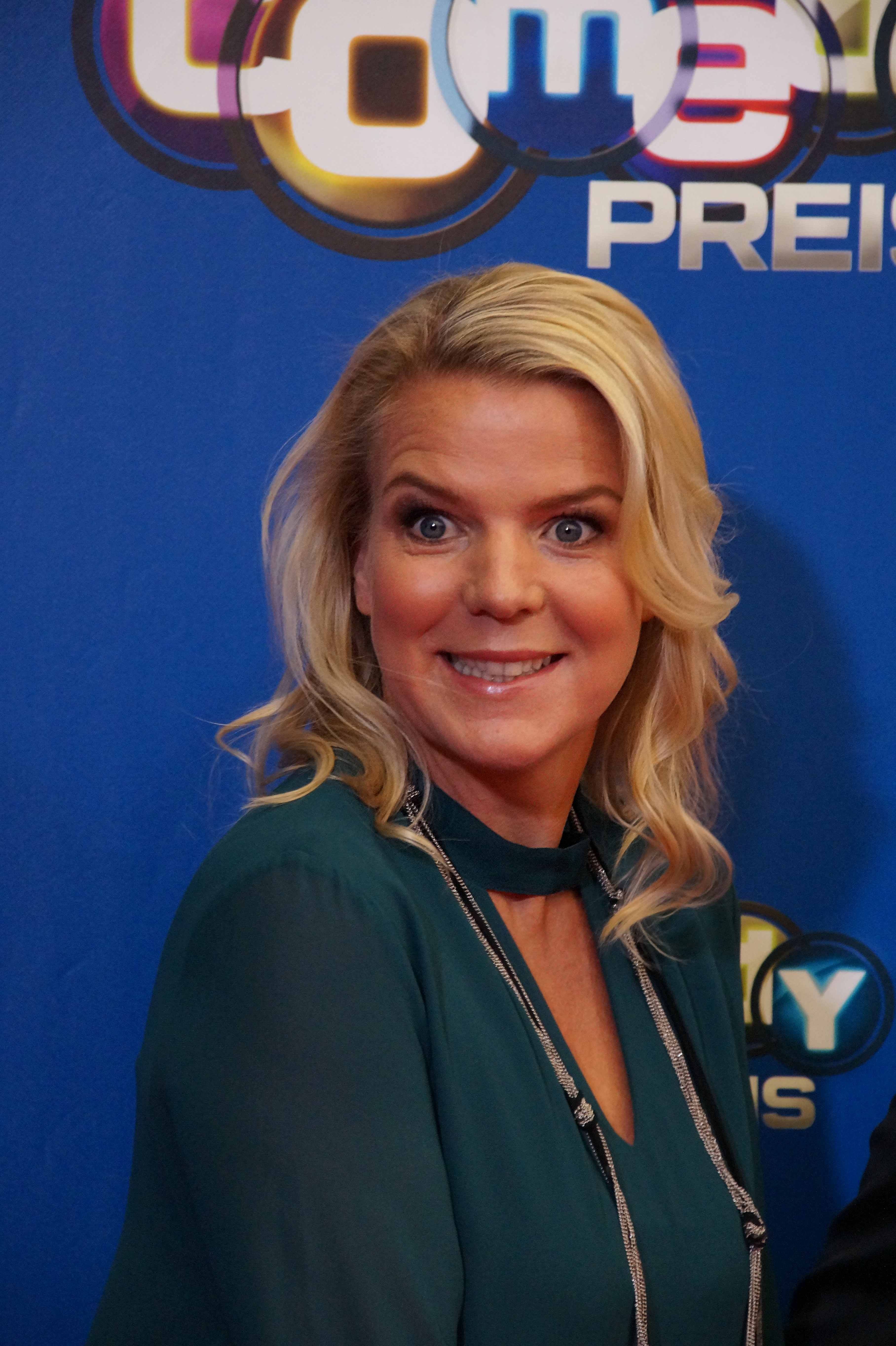
Mirja Boes (2016)
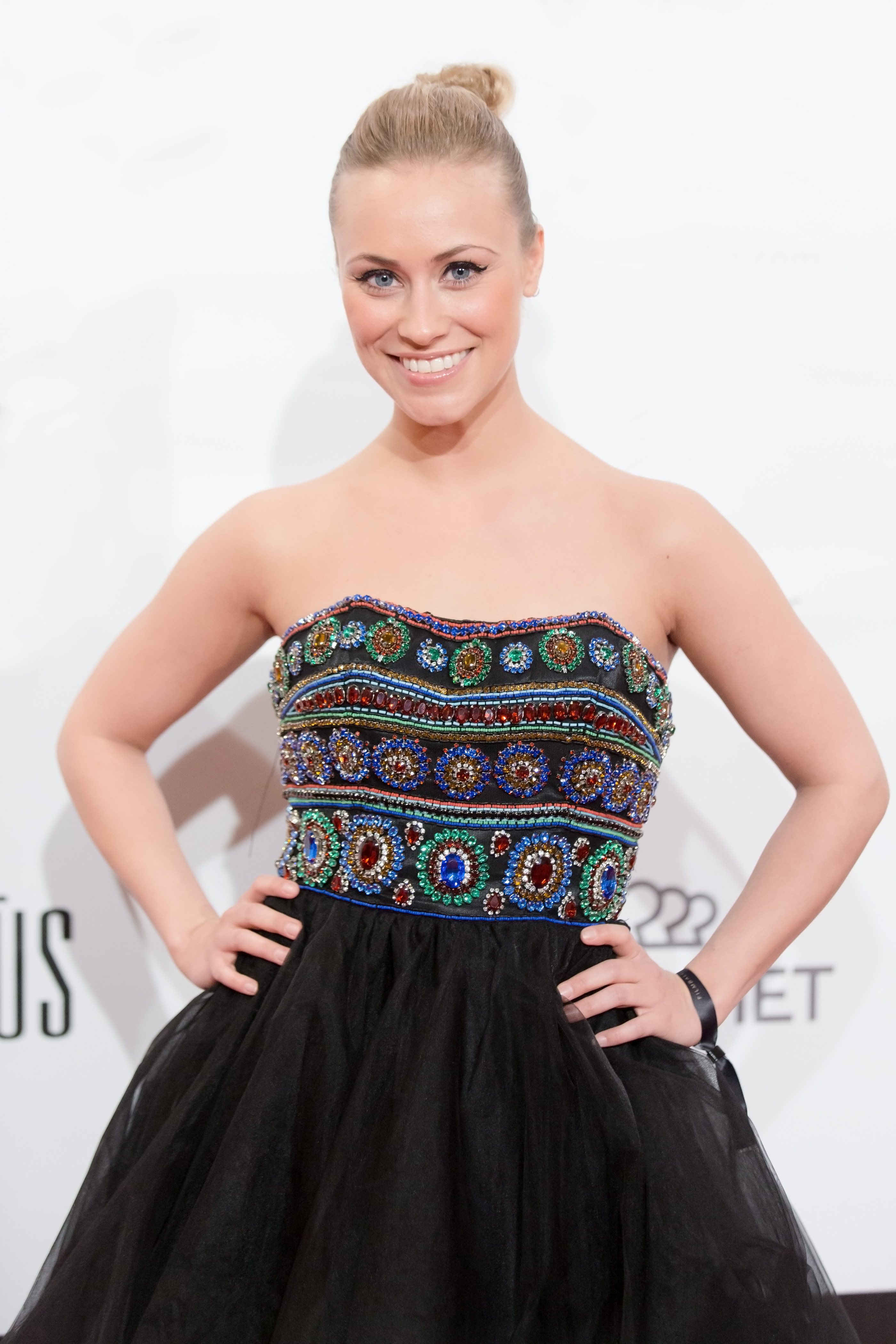
Sina Tkotsch (2016)
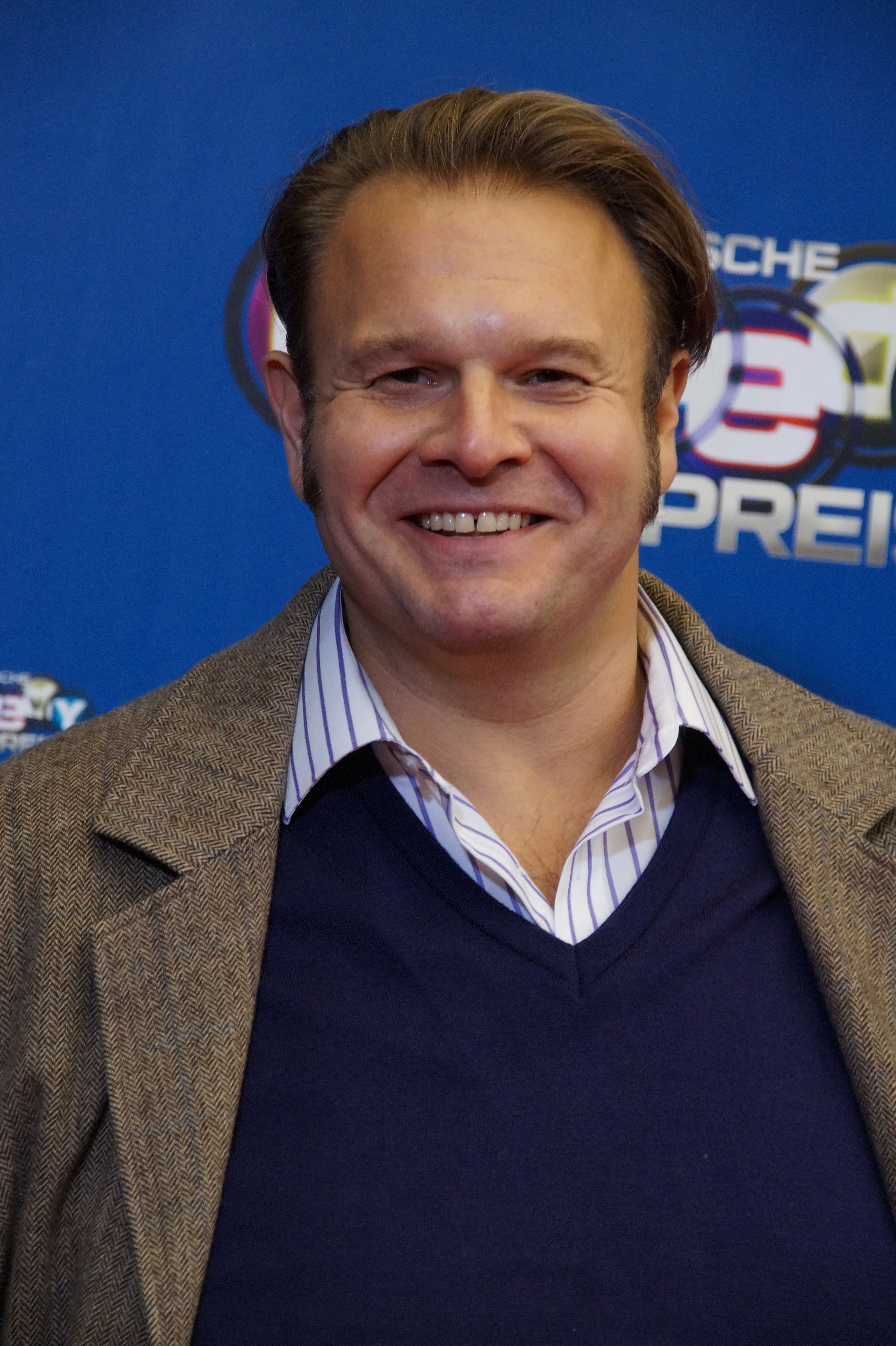
Oliver Fleischer (2016)

| Figur               | Darsteller              | Hauptrolle | Nebenrolle                 | Beschreibung                                                                          |
| ------------------- | ----------------------- | ---------- | -------------------------- | ------------------------------------------------------------------------------------- |
| Eva Gumpert         | Mirja Boes              | 1.01–2.08  |                            | Tierpflegerin, Mutter von Marie, Schwester von Toni, Tochter von Gabriele             |
| Toni Gumpert        | Sina Tkotsch            | 1.01–2.08  |                            | Schwester von Eva, Tante von Marie, Tochter von Gabriele, On-Off-Beziehung von Daniel |
| Gabriele Schönstein | Leslie Malton           | 1.01–2.08  |                            | Mutter von Eva und Toni, Oma von Marie                                                |
| Marie Gumpert       | Laurena Marisol Lehrich | 1.01–2.08  |                            | Tochter von Eva, Nichte von Toni, Enkelin von Gabriele                                |
| Daniel Wolff        | Patrick Kalupa          | 1.01–2.08  |                            | Tierpfleger, On-Off-Beziehung von Toni                                                |
| Kurt Koslowski      | Oliver Fleischer        | 1.01–2.08  |                            | Nachbar und Vermieter von Eva                                                         |
| Dr. Seemann         | Simon Böer              |            | 1.02–1.03                  | Tierarzt, One-Night-Stand von Eva                                                     |
| Dr. Andreas Kratzke | Martin Gruber           |            | 2.01–2.02, 2.04, 2.06–2.08 | Tierarzt, Freund von Eva                                                              |
| Steffen Singer      | Matthias Schloo         |            | 2.06–2.08                  | Lehrer für Deutsch und Sport, Klassenlehrer von Marie, Ex-Freund von Eva              |

## Episodenliste
| Nr. (ges.) | Nr. (St.) | Originaltitel              | Erstausstrahlung D | Regie                | Drehbuch                                       |
| ---------- | --------- | -------------------------- | ------------------ | -------------------- | ---------------------------------------------- |
| 1          | 1         | Blut ist dicker als Wasser | 18. Jan. 2018      | Daniel Rakete Siegel | Mark Werner, Mandy Cankaya, Christian Schnalke |
| 2          | 2         | Das Ei                     | 25. Jan. 2018      | Dennis Satin         | Mark Werner, Marko Lucht                       |
| 3          | 3         | Die Sexgöttin              | 1. Feb. 2018       | Dennis Satin         | Mark Werner, Tanja Sawitzki                    |
| 4          | 4         | Der Eiswagen               | 8. Feb. 2018       | Dennis Satin         | Mark Werner, Tanja Sawitzki                    |
| 5          | 5         | Die Dickhäuter             | 15. Feb. 2018      | Dennis Satin         | Mark Werner, Oliver Welter                     |
| 6          | 6         | Mutterliebe                | 22. Feb. 2018      | Daniel Rakete Siegel | Mark Werner, Iris Kobler                       |
| 7          | 7         | Die Paten                  | 1. März 2018       | Daniel Rakete Siegel | Mark Werner, Mandy Cankaya                     |
| 8          | 8         | Das Dinner                 | 8. März 2018       | Daniel Rakete Siegel | Mark Werner, Marko Lucht                       |

| Nr. (ges.) | Nr. (St.) | Originaltitel        | Erstausstrahlung D | Regie                | Drehbuch                      |
| ---------- | --------- | -------------------- | ------------------ | -------------------- | ----------------------------- |
| 9          | 1         | Die Eisbärprinzessin | 17. Jan. 2019      | Daniel Rakete Siegel | Tanja Sawitzki                |
| 10         | 2         | Der Flipper          | 24. Jan. 2019      | Daniel Rakete Siegel | Marko Lucht                   |
| 11         | 3         | Ex-Freundinnen       | 31. Jan. 2019      | Daniel Rakete Siegel | Mandy Cankaya                 |
| 12         | 4         | Der Schlüssel        | 7. Feb. 2019       | Dennis Satin         | Tanja Sawitzki, Jochen Winter |
| 13         | 5         | Pyjama-Party         | 14. Feb. 2019      | Daniel Rakete Siegel | Rainer Bender                 |
| 14         | 6         | Liebeslügen          | 21. Feb. 2019      | Dennis Satin         | Marko Lucht, Mark Werner      |
| 15         | 7         | Der Fleck            | 28. Feb. 2019      | Dennis Satin         | Oliver Welter                 |
| 16         | 8         | Die Klassenfahrt     | 7. März 2019       | Dennis Satin         | Marko Lucht, Mark Werner      |

## Hintergrund
Von Juni bis August 2017 wurden acht Folgen in Köln und Umgebung gedreht, als Headautor fungierte Mark Werner. Ab dem 18. Januar 2018 wurde die Serie donnerstags auf RTL ausgestrahlt.
Nach Ende der Ausstrahlung der zweiten Staffel im März 2019 wurde bekannt, dass die Serie nicht fortgesetzt wird. Es erschienen zwei Staffelboxen auf DVD, Staffel 1 am 9. März 2018 und Staffel 2 am 15. März 2019.
Die höchste Einschaltquote beim Gesamtpublikum (3,35 Millionen Zuschauer und 11,7 Prozent) erreichte RTL mit der Erstausstrahlung der dritten Folge (Die Sexgöttin) am 1. Februar 2018. Die bisher niedrigste Einschaltquote beim Gesamtpublikum (2,14 Millionen Zuschauer und 7,2 Prozent) wurde am 15. Februar 2018 gemessen. Es lief die fünfte Folge mit dem Titel Die Dickhäuter.
| Folge | Zuschauer | Zuschauer       | Marktanteil | Marktanteil     | Quelle |
| Folge | Gesamt    | 14 bis 49 Jahre | Gesamt      | 14 bis 49 Jahre | Quelle |
| ----- | --------- | --------------- | ----------- | --------------- | ------ |
| 1     | 2,16 Mio. | 1,35 Mio.       | 7,3 %       | 14,7 %          | [ 4 ]  |
| 2     | 3,20 Mio. | 1,63 Mio.       | 11,4 %      | 18,4 %          | [ 5 ]  |
| 3     | 3,35 Mio. | 1,82 Mio.       | 11,7 %      | 20,0 %          | [ 6 ]  |
| 4     | 2,15 Mio. | 1,30 Mio.       | 7,3 %       | 13,6 %          | [ 7 ]  |
| 5     | 2,14 Mio. | 1,16 Mio.       | 7,2 %       | 11,4 %          | [ 8 ]  |
| 6     | 2,28 Mio. | 1,31 Mio.       | 7,8 %       | 13,0 %          | [ 9 ]  |
| 7     | 2,16 Mio. | 1,26 Mio.       | 7,6 %       | 13,4 %          | [ 10 ] |
| 8     | 2,16 Mio. | 1,26 Mio.       | 7,2 %       | 11,8 %          | [ 11 ] |